# Echidnophaga gallinacea

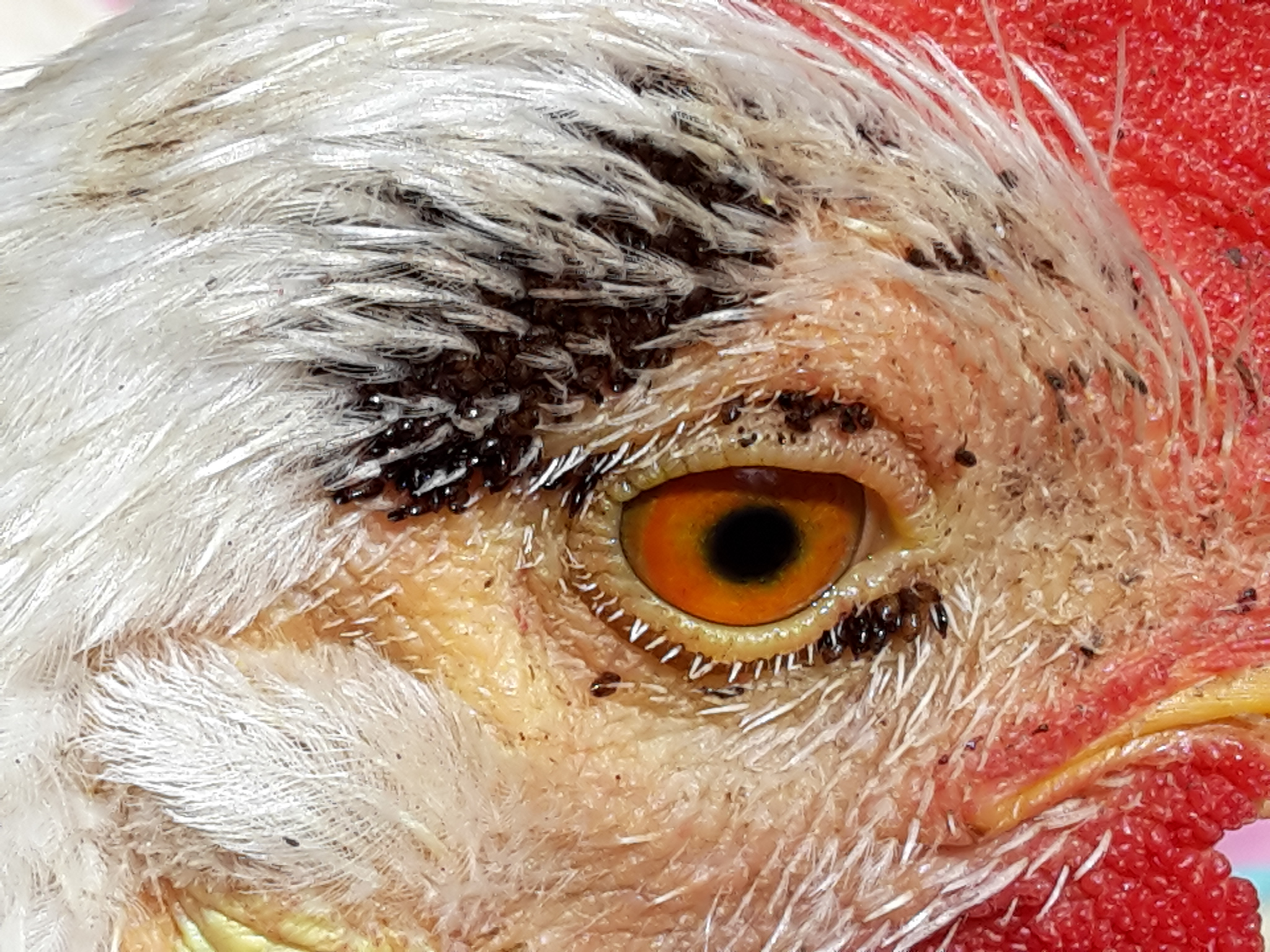

Echidnophaga gallinacea är en loppart som först beskrevs av John Obadiah Westwood 1875.  Echidnophaga gallinacea ingår i släktet Echidnophaga och familjen husloppor. Inga underarter finns listade i Catalogue of Life.